# Toro (Marvel Comics)
Toro es el nombre de dos personajes de ficción que aparecen en los cómics estadounidenses publicados por Marvel Comics. El primer Toro apareció originalmente en Timely Comics y más tarde como un superhéroe de Marvel Comics que apareció como el socio de la Antorcha Humana original.

## Historial de publicaciones
El primer Toro hizo su debut en Antorcha Humana Comics de Timely Comics # 2 (1940 estrenando caída sin fecha de la cubierta y, como el número 2, después de haber tomado la numeración de la sola cuestión Red Raven). Toro apareció en numerosos títulos de cómics en la década de 1940, tanto durante la Segunda Guerra Mundial como en la era de la posguerra. Protagonizó con Bucky en Young Allies Comics, e hizo apariciones en varios números de Kid Comics, Amazing Comics, Complete Comics, Mystic Comics, All-Winners Comics y Sub-Mariner Comics. En 1948, sin embargo, la Antorcha Humana dejó caer a Toro como un compañero, y en cambio retomó a Sun Girl.
Toro y la antorcha aparecieron más tarde en Young Men de Atlas # 24 (diciembre de 1953). Toro también hizo varias apariciones en los títulos de Marvel Comics, comenzando con reimpresiones de historias de la Antorcha Humana en Marvel Super-Heroes # 12-14 (diciembre de 1967-mayo de 1968), seguido de una historia de la Antorcha Humana de la era Atlas previamente inédita en # 16 (septiembre de 1968).
Toro apareció en una nueva historia en Prince Namor, The Sub-Mariner # 14 (junio de 1969) donde aparentemente fue asesinado. Posteriormente apareció en flashbacks e historias históricas, siendo un personaje habitual en la serie Invaders de la década de 1970. Después de años de aparecer solo en historias retrospectivas, regresó a la publicación actual con la maxiserie Avengers / Invaders 2008 y la miniserie 2009 The Torch.
En 2014, como parte de Marvel NOW! los All-New Invaders se reanudó y una historia de flashback se le dijo sobre Toro durante la Segunda Guerra Mundial en los números 6-7 y se revela que Toro es un Inhumano en la edición # 10.

## Biografía del personaje ficticio

### Thomas Raymond
Thomas Raymond nació en la ciudad de Nueva York de padres asistentes de laboratorio de Phineas Horton, creador de la Antorcha Humana original. Después de que su empleo con Horton había terminado, fueron asesinados en un descarrilamiento del tren. El mismo Toro fue encontrado en el lugar del accidente por un circo ambulante completamente ileso a pesar del incendio provocado por los restos a su alrededor. Se descubrió que tenía una inmunidad natural al fuego. Adoptado por el circo, su completa inmunidad a las llamas se utilizó para atraer multitudes adicionales al espectáculo del circo.
Finalmente, el circo es visitado por la Antorcha Humana, y cuando se acerca a Toro, los poderes de la llama del hombre más joven entran en erupción por primera vez. La Antorcha Humana le enseña a Toro cómo controlar sus poderes de llama, y desde este punto en adelante, Toro se convierte en un protegido y socio de la Antorcha. Más tarde se convierte en cofundador de los Invasores.
Toro es el único miembro de los Invasores que sobrevivió a la guerra mental y físicamente intacto. Se casa con Ann Raymond y asume una vida peatonal, hasta que es asesinada en la batalla con el Pensador Loco años más tarde, destruyendo el laboratorio del Pensador en el proceso. El cuerpo de Toro nunca se recupera.
La esposa de Toro, Ann Raymond, aparece tres veces más después de su muerte. Primero, en Power Pack # 56-62, ella aparece y también aparece un "Sr. Raymond", que puede encenderse, pero aparentemente está tratando de ocultar su identidad del mundo; esto nunca se explica completamente cuando la serie terminó (esta historia también implicaba Frankie Raye era la hija del Sr. Raymond). Luego, Ann Raymond aparece esporádicamente en  Avengers West Coast  # 48 - # 65, haciendo amistad con la Antorcha Humana original después de que su cuerpo es desenterrado y reactivado. Más tarde, en Namor # 8 - # 12, Ann Raymond, quien ahora está románticamente involucrada con la Antorcha, lo acompaña cuando salva la vida de Spitfire a través de una transfusión de sangre, devolviéndola a su juventud en el proceso. Desde las historias de West Coast Avengers y Namor, Ann Raymond (y para el caso "Mr. Raymond") no se vuelven a ver, hasta Antorcha # 1, en la que se muestra a Toro mirando su ventana desde la azotea mientras ella se acurruca en el sofá con un hombre al que la Visión de la Edad de Oro se refiere como su nuevo esposo. La Visión le dice a Toro que necesita seguir adelante con su vida.
Toro aparece en la maxi-serie Avengers / Invaders junto a sus compañeros Invasores cuando un incidente los lleva desde los campos de batalla de la Segunda Guerra Mundial hasta el Universo Marvel actual, donde se encuentran con los Nuevos Vengadores, Los Poderosos Vengadores y los Thunderbolts. Un examen de él por agentes de S.H.I.E.L.D. revela que Toro es un mutante. En Avengers / Invaders # 12, Toro es revivido de la muerte por el Cubo Cósmico gracias a un deseo hecho por James "Bucky" Barnes, y se reunió cuando se levanta de su tumba por la Visión de la Edad de Oro. Bucky tiene cuidado de manejar el deseo para que el renacimiento de Toro no altere la corriente del tiempo, Toro solo cobra vida después de que los Invasores hayan regresado al pasado. Toro tiene la misma edad que tenía cuando murió.
Thomas "Toro" Raymond es el protagonista de la miniserie de 2009 The Torch. Ambientada durante Dark Reign, la serie comienza poco después de que Tom haya vuelto a la vida por el deseo de Bucky. Está profundamente infeliz porque está legalmente muerto, su esposa se ha vuelto a casar, nadie parece recordarlo y el mundo ha progresado rápidamente sin él. La Visión de la Edad de Oro trata de alentarlo a buscar un camino heroico, pero acepta transportarlo al Pensador loco. Toro anuncia que planea matar al Pensador Loco por asesinarlo, pero pierde sus poderes antes de que pueda actuar sobre esto. El Pensador Loco rápidamente lo toma prisionero y viviseca que aprenda más sobre sus poderes. Descubre que Toro es de hecho un mutante, pero que hay células artificiales en el sistema nervioso de Toro exactamente del mismo tipo que componen la Antorcha Humana. Una investigación adicional revela que la madre de Toro, Nora Raymond, trabajó una vez para Phineas Horton, el científico que creó la Antorcha Humana de la Edad de Oro. Todavía herido, Tom se pone de pie para presenciar la resurrección de la Antorcha Humana. Su amigo está bajo el control completo del Pensador Loco, y no lo reconoce. El intento de Tom de comunicarse con él parece enojar a sus captores, pero el contacto sirve para reactivar el poder de Tom.
Cuando la Antorcha se ve obligada a destruir una pequeña aldea europea, Toro intenta escapar. Si bien todavía no pudo activar por completo sus poderes, sí logra romper el dispositivo que habían estado usando para controlar la Antorcha. La Antorcha regresa para matar y mutilar a todos los que intentaron controlarlo, y los poderes de Tom se activan por completo en el fuego resultante. Tom pierde de vista a la Antorcha en el combate cuerpo a cuerpo y vuela a la ciudad de Nueva York con la esperanza de encontrarlo. Allí se pone en contacto con los Cuatro Fantásticos. Reed Richards confirma que el Pensador Loco estaba diciendo la verdad sobre sus poderes.
Siguiendo la historia de Infinity, cuando la Niebla Terrigena se dispersó por todo el mundo, Toro fue sometido a Terrigenesis y se vio envuelto en un capullo. Siendo sin saberlo un descendiente inhumano, ahora se teorizó que los poderes de Toro encontraron su origen en sus genes inhumanos recesivos.
Después de que Hydra conquistara América durante la historia del Imperio Secreto, Toro y Jim Hammond buscan ayuda y refugio en el reino de Namor. Sin embargo, a Namor se le había prometido que Atlantis se quedaría sola si cooperaban y, por lo tanto, encarcela a Toro y Hammond para entregarlos a Hydra.

### Benito Serrano
Un nuevo Toro aparece como miembro de los Jóvenes Aliados. Este Toro es Benito Serrano (la misma identidad que el Toro de Contra-Tierra), pero es del Universo Marvel "normal" Tierra-616 Marvel.
Durante la historia de Imperio Secreto, Toro aparece como miembro del Underground cuando Hydra se hizo cargo de los Estados Unidos.

## Poderes y habilidades
Toro tiene habilidades sobrehumanas que son similares a las de la Antorcha Humana (la capacidad de volar y estallar en llamas, así como la resistencia a las llamas). Originalmente se pensó que eran causadas por la exposición de sus padres a la radiación antes de su concepción, lo que convirtió a Toro en un mutante genético. La investigación del Pensador Loco revela que la similitud se debe a que su sistema nervioso ha incorporado células de energía artificial, exactamente el mismo tipo de células de energía que alimentan la Antorcha Humana original. Reed Richards confirmó que estas células interferían con la expresión natural de sus poderes mutantes, haciendo que imitara la Antorcha Humana. El metabolismo de Toro mejora cuando activa sus poderes de llama, una vez que se recupera de una cirugía cardíaca en unos minutos, y una vez que curó un daño extenso infligido por los experimentos del Pensador Loco hasta el punto de que las heridas abiertas se curaron y cicatrizaron en el tiempo que le llevó volar desde el Océano Atlántico del Norte hasta la ciudad de Nueva York.
El segundo Toro tiene el poder de transformarse en una forma sobrehumana con cuernos y piel de toro, mayor masa física, fuerza sobrehumana y la capacidad de saltar grandes distancias.

## Otras versiones

### Contra-Tierra
Antes de que apareciera una contraparte de Tierra-616 en la segunda serie Young Allies, el Toro de Contra-Tierra se llama Benito Serrano. Es miembro de los Jóvenes Aliados de la Contra-Tierra, que puede transformarse en un humanoide súper fuerte similar a un Minotauro (toro significa "toro" en italiano y en español).

## En otros medios

### Televisión
- El Toro original aparece en el episodio de The Super Hero Squad Show, "World War Witch" con la voz de Tara Strong. Es visto como un miembro de los Invasores.

### Película
- La versión de Toro de Benito Serrano aparece en Hulk: Where Monsters Dwell, con Benito Serrano con la voz de Michael Robles y los efectos vocales de su monstruosa forma son proporcionados por Edward Bosco. El sufre pesadillas recurrentes en la que es perseguido por un Minotauro a través de un laberinto, que Pesadilla explota para convertir a Serrano en un ancla y entrar al mundo de los mortales, lo que hace que Serrano se convierta en un Minotauro real. Mientras Hulk y Doctor Strange ayudan a sacar a Serrano de su pesadilla, su forma astral se vio comprometida, dejándolo atrapado en su forma monstruosa. Con la esperanza de usar su nueva fuerza para proteger a las personas, Serrano se une a los Comandos Aulladores mientras espera que Strange encuentre una manera de restaurarlo a su forma normal.